# 大志摩孫四郎
大志摩 孫四郎（おおしま まごしろう、1891年1月24日 - 1961年4月28日）は、日本の実業家。南洋拓殖社長。

## 人物・経歴
東京府赤坂区生まれ。1918年に東京帝国大学法学部政治学科卒業後、朝鮮銀行入行。
1938年東洋拓殖入社。資金主任、資金課次席、資金課長、平壌支店長、経理課長、理事を経て、1940年南洋拓殖社長。1944年南洋拓殖会長。
日本の降伏後、公職追放を経て、日本海外移住振興社長を務め、1956年から海外移住審議会委員。1961年従四位勲二等瑞宝章追贈。